# Klaus Thomas

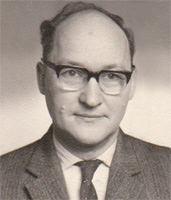
Klaus Thomas

Klaus Thomas (* 31. Januar 1915 in Berlin; † 10. Juli 1992 in Malsburg-Marzell) war ein deutscher evangelischer Pfarrer, Arzt und Psychotherapeut.

## Leben
Klaus Thomas studierte Evangelische Theologie, Philosophie, Neuphilologie, Psychologie, Psychotherapie und Medizin. Während seines Studiums wurde er Mitglied der Verbindung Arndt Berlin (im Sondershäuser Verband). 1940 wurde er an der Philosophischen Fakultät der Friedrich-Wilhelms-Universität Berlin zum Dr. phil. und 1947 an der Medizinischen Fakultät der Philipps-Universität Marburg bei Ernst Kretschmer zum Dr. med. promoviert. 1964 erhielt er in den USA den Doctor of Divinity (DD), eine ehrenhalber verliehene Auszeichnung für besondere theologische Verdienste.
Er war als Studentenpfarrer in Berlin und als Klinikpfarrer in Marburg tätig, später als Arzt und Psychotherapeut in Berlin, als Oberstudienrat am Berliner Schadow-Gymnasium und als Dozent an der Lessing-Hochschule, an der Akademie für ärztliche Fortbildung und von 1956 bis zum Mauerbau am 13. August 1961 am Paulinum. Studien- und Vortragsreisen haben Klaus Thomas in über 100 Länder geführt.
Darüber hinaus war er Landespfarrer des Lukas-Ordens für Deutschland, einer internationalen ökumenischen Arbeitsgemeinschaft von Seelsorgern, Ärzten, Psychologen und Laien. Ziel des Ordens ist die Krankenseelsorge durch Wort und Tat. Im Vereinsregister Berlin firmiert dieser Orden seit 1956 als Lukas-Gemeinschaft (Lebensmüdenbetreuung) und nach der Spaltung der Telefonseelsorge Berlin seit 1961 als Lukas-Orden für Krankenseelsorge und Lebensmüdenbetreuung – Freundeskreis.

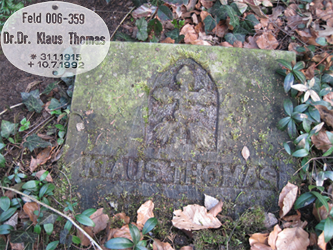
Grabstelle von Klaus Thomas

Seine letzte Ruhestätte hat Klaus Thomas in einem unscheinbaren Grab auf dem Friedhof Zehlendorf (Feld 006-359) gefunden, nur wenige Gehminuten von seinem letzten Wohnsitz entfernt. In den Jahren 2012 und 2013 wurde von der evangelischen Kirche und der katholischen Kirche, der Telefonseelsorge Berlin, aus der Mitte der SPD-Fraktion im deutschen Bundestag und von mehreren Bürgern angeregt, dieses Grab als Ehrengrabstätte anzuerkennen, was der Berliner Regierende Bürgermeister Klaus Wowereit mehrfach abgelehnt hat.
Klaus Thomas war zweimal verheiratet und hinterlässt vier Kinder. Einen Sohn und eine Tochter aus der ersten Ehe und zwei Töchter aus der zweiten Ehe.

## Wirken
Klaus Thomas war der Hauptverbreiter des Autogenen Trainings nach Johannes Heinrich Schultz und gilt als dessen bedeutendster Schüler. Seit 1972 hat er das von ihm gegründete I. H. Schultz-Institut für Psychotherapie, Autogenes Training und Hypnose in Berlin geleitet, das heute nicht mehr existiert.

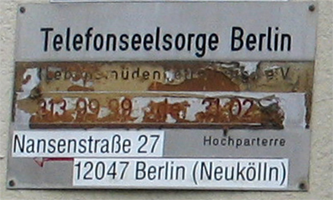
Hinweis in der Jebensstraße 1 auf das neue Domizil der Telefonseelsorge Berlin

Als profilierter Selbstmord-Forscher hat er sich für Selbstmord-Prophylaxe engagiert und 1956 gemeinsam mit Julius Wissinger die Lukas-Gemeinschaft (Lebensmüdenbetreuung) in das Berliner Vereinsregister eintragen lassen, die 1960 in Telefonseelsorge Berlin (Lebensmüdenbetreuung) umbenannt wurde. Von daher gilt Klaus Thomas als Spiritus Rector der Telefonseelsorge in Deutschland. Beginnend 1956 versuchte er dort die aus seiner Feder stammende Idee der Ärztlichen Lebensmüdenbetreuung zu verwirklichen. Ein Konzept, das mit dem durch Anonymität und Verschwiegenheit apostrophierten Gesprächsangebot der sich konstituierenden Telefonseelsorge unvereinbar war. Nach dem Scheitern des Versuchs, die Ärztliche Lebensmüdenbetreuung in der Telefonseelsorge zu etablieren, bei der die Spuren dieser missglückten Bemühungen noch nachweisbar sind, gründete Thomas mit acht Weggefährten den „Lukas-Orden für Krankenseelsorge und Lebensmüdenbetreuung – Freundeskreis“ (Gründungsversammlung: 19. April 1961) für die Ärztliche Lebensmüdenbetreuung, der nur noch im Berliner Vereinsregister existiert (VR3167B, Stand: 20. März 2012).
In dem weiten Spektrum seelischer Erkrankungen hat Thomas die Ekklesiogene Neurose erweitert und konkretisiert. Der Begriff steht für kirchlich und religiös verursachte psychische Störungen (ekklesiogen = durch den Einfluss von Kirche und Religion entstanden).
Thomas ist am Tag nach der Fertigstellung des Titels Religiöse Träume und andere Bilderlebnisse im Alter von 77 Jahren verstorben, das Buch posthum erschienen. Die seit langem in Bearbeitung befindlichen Werke Ekklesiogene Neurosen und Lehrbuch der Hypnose konnte er nicht mehr vollenden.
Zum Lebenswerk von Klaus Thomas gehört auch die bei Vandenhoeck & Ruprecht in Göttingen erscheinende Fachzeitschrift mit dem Titel Wege zum Menschen (seit 1954), vormals Der Weg zur Seele (1949 bis 1953), als Podium für das Gespräch zwischen Psychologie und Theologie, Medizin, Soziologie und Pädagogik, deren Initiator und erster Schriftleiter er gewesen ist.

## Schriften (Auswahl)
- Handbuch der Selbstmordverhütung. Enke, Stuttgart 1964.
- Praxis der Selbsthypnose des Autogenen Trainings. Thieme, Stuttgart 1967.
- Ärztliche Lebensmüdenbetreuung. Wissenschaftliche Buchgesellschaft, Darmstadt 1970.

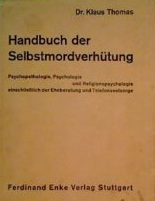
Selbstmordverhütung 1964

- Die künstlich gesteuerte Seele. Enke, Stuttgart 1970.
- Menschen vor dem Abgrund. Wegner, Hamburg 1970.
- Sexualerziehung. Diesterweg, Frankfurt am Main 1970.
- Selbstanalyse. Thieme, Stuttgart 1972.
- Träume – selbst verstehen. Thieme, Stuttgart 1972.
- Meditation. Steinkopf, Stuttgart 1973.
- Konzentration für geistige Arbeit und Lebensgestaltung. Herder, Freiburg im Breisgau 1976.
- Wirksam helfen – aber wie? Herder, Freiburg im Breisgau 1976.
- Warum weiter leben? Herder, Freiburg im Breisgau 1977.
- Denken und Erinnern. Steinkopf, Stuttgart 1978.
- Planen und Ordnen. Steinkopf, Stuttgart 1978.
- Abriss der Entwicklungspsychologie. Herder, Freiburg im Breisgau 1979.
- Warum Angst vor dem Sterben? Erfahrungen und Antworten eines Arztes und Seelsorgers, Herder, Freiburg im Breisgau 1980.[23]
- Religiöse Träume und andere Bilderlebnisse. Steinkopf, Stuttgart 1994.